# Last of a Dyin' Breed
Albums de Lynyrd Skynyrd
God & Guns
(2009) One More for the Fans
(2015)
Singles
1. Last of a Dyin' Breed
Sortie : 9 juillet 2012 (iTunes)

Last of a Dyin' Breed est le quatorzième album studio du groupe de rock sudiste américain Lynyrd Skynyrd. Il est sorti le 21 août 2012 sur le label Roadrunner Records et a été produit par Bob Marlette et le groupe.

## Historique
Après le décès de Billy Powell en 2009, Gary Rossington est le dernier membre de Lynyrd Skynyrd à jouer sur tous les albums du groupe. Billy est remplacé au sein du groupe par Peter Keys (ex -P-Funk) et Johnny Colt (ex -Black Crowes) remplace à la basse Ean Evans, lui aussi décédé en 2009. John 5, déjà présent sur l'album God & Guns, participe aussi à celui-ci.
Il atteindra la 14e place des charts du Billboard 200 et la 3e dans celui de Top Rock albums aux États-Unis.

## Liste des titres
1. Last of a Dyin' Breed (Rossington, Van Zant, Medlocke, Matejka, Dan Serafini, Marlette) - 3:51
2. One Day at a Time (Rossington, Van Zant, Medlocke, Marlon Young) - 3:46
3. Homegrown (Rossington, Van Zant, Medlocke, Blair Daly) - 3:41
4. Ready to Fly (Rossington, Van Zant, Medlocke, Audley Freed) - 5:26
5. Mississippi Blood (Rossington, Van Zant, Medlocke, Jaren Johnston) - 2:58
6. Good Teacher  (J. Van Zant, Donnie Van Zant, Daly, Tom Hambridge) - 3:08
7. Something to Live for (Rossington, Van Zant, Medlocke, John 5, Marlette) - 4:28
8. Life's Twisted (Daly, John Lawhon, Chris Robertson) - 4:33
9. Nothing Comes Easy (Rossington, Van Zant, Medlocke, Hambridge) - 4:13
10. Honey Hole (Rossington, Van Zant, Medlocke, Hambridge) - 4:34
11. Start Livin' Life Again (J. Van Zant, Donnie Van Zant, John 5, Marlette) - 4:25

Titres bonus version Digipack
1. Poor Man's Dream (Rossington, Van Zant, Medlocke, John 5, Marlette) - 4:07
2. Do It Up Right (Rossington, Van Zant, Medlocke, Hambridge) - 3:56
3. Sad song (Rossington, Van Zant, Medlocke, Shaun Morgan, John 5, Marlette) - 4:01
4. Low Down Dirty (Rossington, Van Zant, Medlocke, Daly) - 3:14

Titres bonus version Classic Rock Fanpack
1. Skynyrd Nation (live) (Van Zant, Medlocke, John 5, Marlette) - 3:20
2. Gimme Three Steps (live) (Allen Collins, Ronnie Van Zant) - 4:58

## Membres du groupe
- Gary Rossington: guitares
- Johnny Van Zant: chant
- Rickey Medlocke: guitares, chœurs
- Mark Matejka: guitares, chœurs
- Michael Cartellone: batterie, percussions
- Johnny Colt: basse
- Peter Keys: claviers
- Dale Krantz-Rossington: chœurs
- Carol Chase: chœurs

## Musiciens additionnels
- John 5: guitare
- Greg Morrow: batterie, percussions
- Mick Brignadello: basse
- Jerry Douglas: Lap steel guitar
- Stacy Michelle Plunk: chœurs
- Chip Davis: piano

## Charts
| Pays                   | Durée du classement | Meilleur classement |
| ---------------------- | ------------------- | ------------------- |
| Allemagne              | 4 semaines          | 14e                 |
| Autriche               | 1 semaines          | 33e                 |
| Belgique (francophone) | 7 semaines          | 49e                 |
| Belgique (flamande)    | 4 semaines          | 100e                |
| États-Unis             | 7 semaines          | 14e                 |
| Finlande               | 6 semaines          | 10e                 |
| France                 | 4 semaines          | 55e                 |
| Italie                 | 2 semaines          | 45e                 |
| Norvège                | 3 semaines          | 12e                 |
| Pays-Bas               | 1 semaines          | 72e                 |
| Royaume-Uni            | 1 semaines          | 83e                 |
| Suède                  | 4 semaines          | 18e                 |
| Suisse                 | 5 semaines          | 13e                 |